# Un château en Italie
Pour plus de détails, voir Fiche technique et Distribution.
Un château en Italie est un film français de Valeria Bruni Tedeschi sorti le 30 octobre 2013. Il est présenté en compétition officielle lors du Festival de Cannes 2013.

## Synopsis
Dans une grande famille bourgeoise italienne qui doit vendre la propriété familiale, Louise rencontre Nathan et s'occupe de son frère malade.

## Fiche technique
- Titre : Un château en Italie
- Réalisation : Valeria Bruni Tedeschi
- Scénario : Valeria Bruni Tedeschi, Noémie Lvovsky et Agnès de Sacy
- Directrice de la photographie : Jeanne Lapoirie
- Montage : Anne Weil
- Décors : Emmanuelle Duplay
- Musique : Caroline Marçot, Gioachino Rossini, Rita Pavone, Isaac Albeniz, Giuseppe Martucci, Fred Buscaglione et Valeria Bruni Tedeschi
- Costumes : Caroline de Vivaise
- Son : François Waledisch
- Affiche : Floc'h
- Producteurs : Saïd Ben Saïd et Ladis Zanini
- Sociétés de production : SBS Films
- Lieu du tournage  : Turin, Naples, Chivasso en Italie et Paris
- Pays d'origine :  France
- Langues : français et italien
- Genre : comédie dramatique
- Durée : 104 minutes
- Dates de sortie :
  - mai 2013 (Festival de Cannes)
  - 30 octobre 2013 (généralisée en France)

## Distribution
- Valeria Bruni Tedeschi : Louise
- Louis Garrel : Nathan
- Marisa Borini : la mère
- Xavier Beauvois : Serge
- Filippo Timi : Ludovic
- André Wilms : père de Nathan
- Marie Rivière : mère de Nathan
- Aurélia Petit : Infirmière
- Céline Sallette : Jeanne
- Pippo Delbono : le prêtre
- Silvio Orlando : le maire italien
- Gérard Falce : Gérard
- Alexandre Styker :
- Fabrice Colson :
- Jean-Maurice Champagne : un moine
- Omar Sharif : lui-même
- René Frydman : voix-off et mains[1]

## Sortie
Le 18 avril 2013, Un château en Italie est retenu dans la sélection officielle du 66e festival de Cannes. Ce choix constitue une certaine surprise, pour un film qui n'avait pas été cité par la presse spécialisée dans la liste des candidats possibles à une sélection dans la compétition principale, et fait de sa réalisatrice la seule femme en lice pour la Palme d'or.

## Distinctions
- Festival de Cannes 2013 : sélection officielle
- Festival international du film de Thessalonique 2013
- César 2014 : nomination au César de la meilleure actrice dans un second rôle pour Marisa Borini